# NATO School Oberammergau

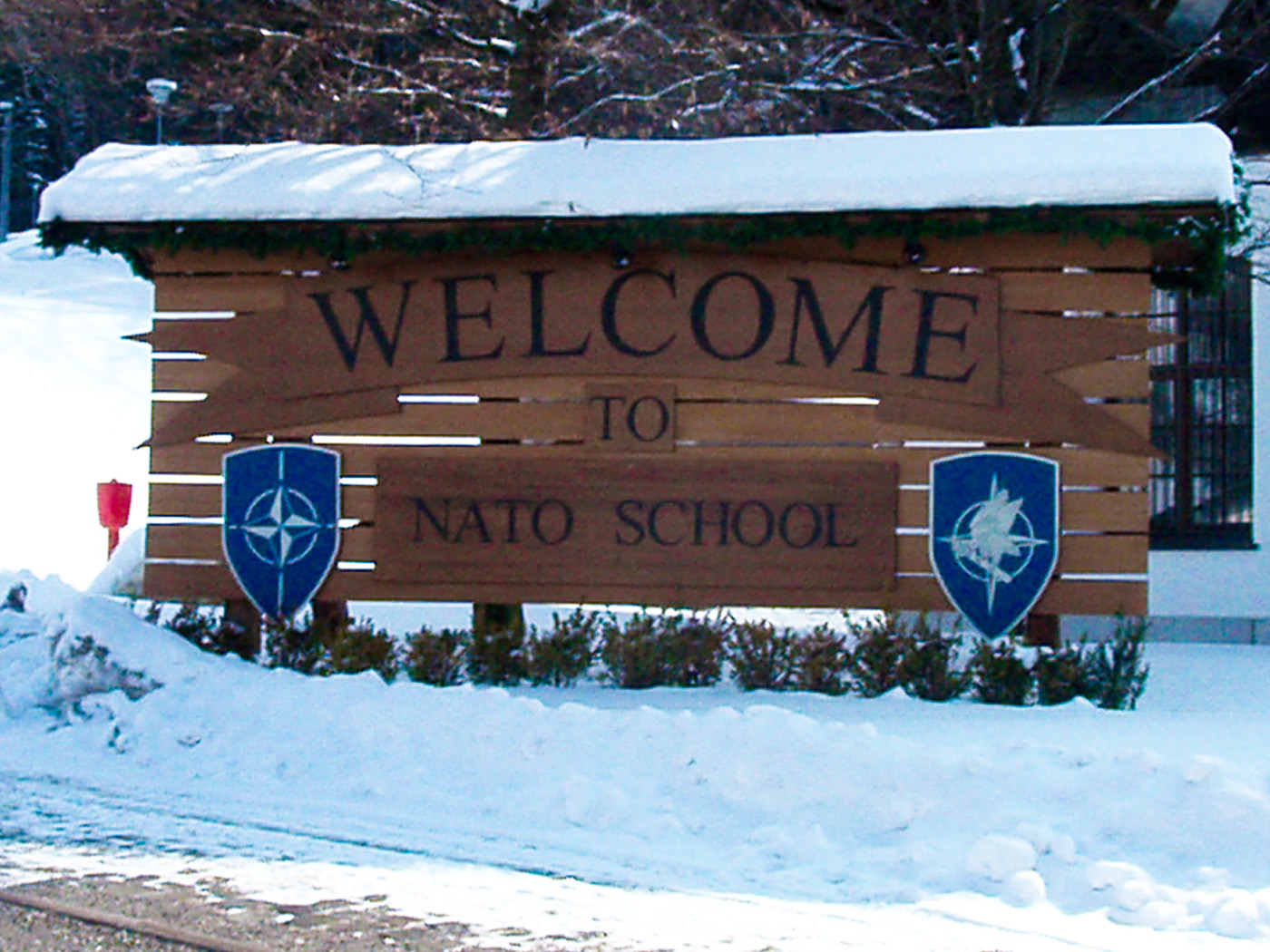
„Welcome to NATO School“

Die NATO School Oberammergau (NSO) in Oberammergau (Bayern) ist das primäre Schulungs- und Ausbildungszentrum der NATO auf operativer Ebene.

## Geschichte
Die Schule liegt auf dem Gelände der 1935 errichteten ehemaligen Conrad-von-Hötzendorf-Kaserne im Oberammergauer Ortsteil St. Gregor am Fuße des Laber. Diese Kaserne und das Gelände wurden schon in der Anfangszeit für Ausbildungszwecke genutzt.
Im Oktober 1937 bezog die Gebirgs-Nachrichten-Abteilung 54 der 1. Gebirgs-Division der Wehrmacht die Kaserne. Als diese Einheit im Laufe des Balkanfeldzugs auf den Balkan verlegt wurde, nutzte die Messerschmitt AG das Gelände, entwickelte dort Raketentriebwerke und produzierte in einer unterirdischen Fabrikanlage die ersten serienmäßig einsetzbaren Militärflugzeuge mit Strahltriebwerken vom Typ Messerschmitt Me 262.
Nach Kriegsende 1945 wurde die unterirdische Fabrik demontiert. Amerikanische Einheiten übernahmen die Kaserne, um diese fortan als Ausbildungsgelände zu nutzen. Die heutige NATO School ging aus der im März 1953 gegründeten U.S. Army Special Weapons School hervor und bot in diesem Jahr zwei Kurse an. 1975 wurde sie in NATO School (SHAPE) umbenannt.
Am 18. Dezember 1984 versuchten Terroristen der Roten Armee Fraktion, in der NATO School eine Bombe zu zünden, was allerdings fehlschlug.
2003 erhielt die Schule – im Rahmen ihrer Unterstellung unter die Supreme Allied Commander Transformation – ihren heutigen Namen NATO School. 2005 wurde die Manfred Wörner Hall eingeweiht, ein neuer Hörsaal, der nach Manfred Wörner benannt wurde.

## Allgemeines
Im Jahr 2010 wurden mehr als 90 verschiedene Kurse zu Themen der Politik und Strategie für die NATO-Mitglieder sowie verschiedene NATO-Partner angeboten. Die Leitung der Schule obliegt deutschen und US-amerikanischen Militärangehörigen. Es werden mehr als 200 Personen, Militärangehörige und Mitarbeiter aus Nichtregierungsorganisationen, aus über 25 Staaten beschäftigt. Jährlich besuchen mehr als 10.000 Lehrgangsteilnehmer aus 60 Staaten die NATO School. Seit ihrer Gründung wurden über 185.000 Teilnehmer dort ausgebildet. Kommandeur (Commandant) ist seit 2022 Colonel Jay Smith (US Army).